# Латунь

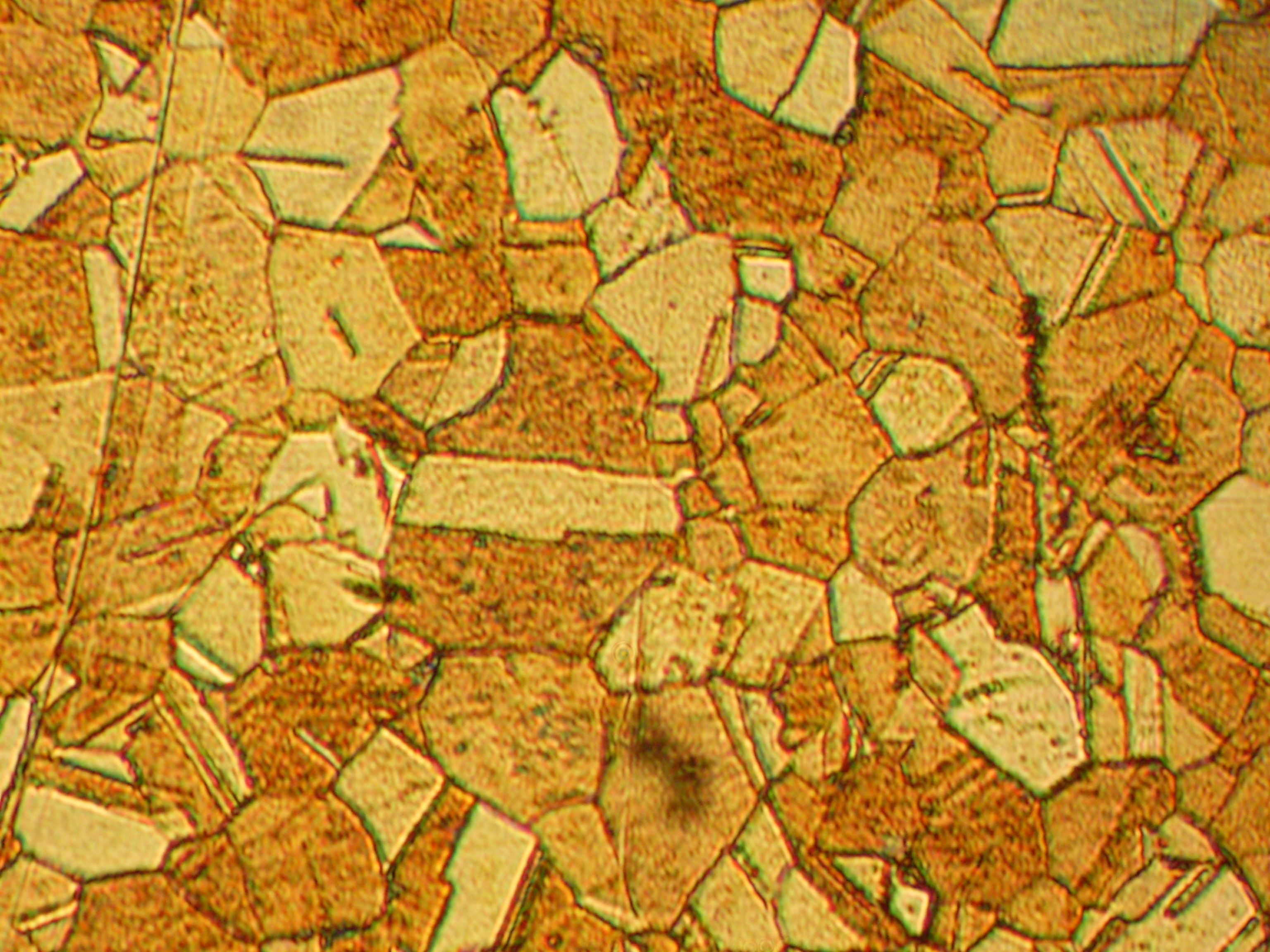
Микроструктура отшлифованного и протравленного латунного сплава под 400-кратным увеличением

Лату́нь — двойной или многокомпонентный сплав на основе меди, где основным легирующим компонентом является цинк (до 50%), иногда с добавлением олова (меньшим, чем цинка, иначе получится традиционная оловянная бронза), никеля, свинца, марганца, железа и других элементов. По металлургической классификации к бронзам не относится.
Медно-цинковые сплавы отличаются большей твёрдостью, чем исходные металлы. Применяются они для изготовления приборов, деталей машин и предметов домашнего обихода.

## История и происхождение названия
Несмотря на то, что цинк как химический элемент был открыт только в XVIII веке, латунь была известна ещё до нашей эры. Моссинойки получали её, сплавляя медь с галмеем, то есть с цинковой рудой. В Англии латунь была впервые получена путём сплавления меди с металлическим цинком, этот метод 13 июля 1781 года запатентовал Джеймс Эмерсон (британский патент № 1297). В XIX веке в Западной Европе и России латунь использовали в качестве поддельного золота.
Во времена Августа в Риме латунь называлась орихалк (лат. aurichalcum — буквально «златомедь»), из неё чеканились сестерции и дупондии. Орихалк получил название от цвета сплава, похожего на цвет золота. Однако в самой Римской империи до завоевания Британии в I веке н. э. латунь не производилась, поскольку у римлян не было доступа к источникам цинка (которые появились и стали разрабатываться только после образования провинции Британия в составе империи), до этого цинк мог только ввозиться эллинскими и римскими торговцами, собственной его добычи в континентальной Европе и Средиземноморье не было.
В русский язык слово латунь пришло из нем. Latun.

## Свойства и типы

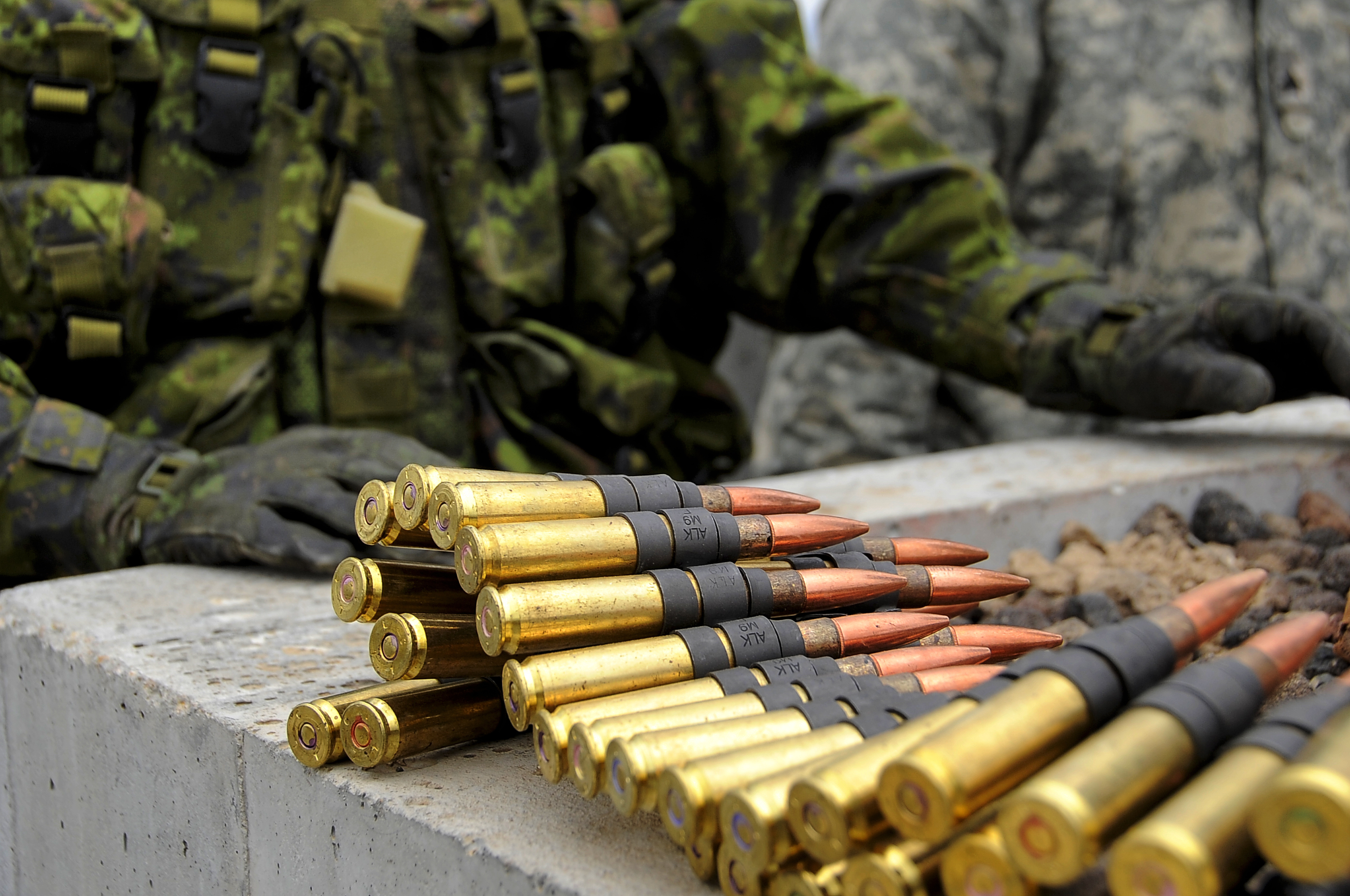
Латунные гильзы патронов калибра 12,7 мм.

Общая мировая потребность в цинке для изготовления латуни составляет в настоящее время около 2,1 млн тонн. При этом в производстве используется 1 млн тонн первичного цинка, 600 тысяч тонн цинка, полученного из отходов собственного производства, и 500 тысяч тонн вторичного сырья. Таким образом, более 50 % цинка, используемого в производстве латуни, получают из отходов. Технические латуни содержат обычно до 48—50 % цинка. В зависимости от содержания цинка различают альфа-латуни и альфа+бета-латуни. Однофазные альфа-латуни (до 35 % цинка) хорошо деформируются в горячем и холодном состояниях. В свою очередь двухфазные альфа+бета-латуни (до 47—50 % цинка) малопластичны в холодном состоянии. Их обычно подвергают горячей обработке давлением при температурах, соответствующих области альфа- или альфа+бета-фаз. По сравнению с альфа-латунью двухфазные латуни обладают большей прочностью и износостойкостью при меньшей пластичности. Двойные латуни нередко легируют алюминием, железом, магнием, свинцом или другими элементами. Такие латуни называют специальными или многокомпонентными. Легирующие элементы (кроме свинца) увеличивают прочность (твёрдость), но уменьшают пластичность латуни. Содержание в латуни свинца (до 4 %) облегчает обработку резанием и улучшает антифрикционные свойства. Алюминий, цинк, кремний и никель увеличивают коррозионную стойкость латуни. Добавление в латунь железа, никеля и магния повышает её прочность.
Сплав с содержанием 57—61 % меди с возможной добавкой свинца называется Мунц-металлом по имени его изобретателя английского промышленника Дж. Мунца (англ. Muntz, †1857). Мунц-металл высокопластичен, хорошо поддаётся резанию и ковке в горячем состоянии, коррозионно-стоек.

## Физические свойства
- Плотность — 8500—8700 кг/м³.
- Удельная теплоёмкость при 20 °C — 0,377 кДж·кг−1·K−1.
- Удельное электрическое сопротивление — (0,07-0,08)⋅10−6 Ом·м.
- Не является ферромагнетиком.
- Температура плавления латуни в зависимости от состава достигает 880—950 °C. С увеличением содержания цинка температура плавления понижается. Латунь достаточно хорошо сваривается различными видами сварки, в том числе газовой и дуговой в среде защитных газов, и прокатывается. Технологии сварки латуни описаны в соответствующей литературе. Хотя поверхность латуни, если не покрыта лаком, чернеет на воздухе, но в массе она лучше сопротивляется действию атмосферы, чем медь. Имеет жёлтый цвет и отлично полируется.
- Висмут и свинец имеют вредное влияние на латунь, так как уменьшают способность к деформации в горячем состоянии. Тем не менее легирование свинцом применяют для получения сыпучей стружки, что облегчает её резку[10].

## Диаграмма состоянияCu — Zn

Диаграмма состояния Cu-Zn

Медь с цинком образуют кроме основного α-раствора ряд фаз электронного типа β, γ, ε. Наиболее часто структура латуней состоит из α- или α+β’- фаз: α-фаза — твёрдый раствор цинка в меди с кристаллической решёткой меди ГЦК, а β’-фаза — упорядоченный твёрдый раствор на базе химического соединения CuZn с электронной концентрацией 3/2 и примитивной элементарной ячейкой.
При высоких температурах β-фаза имеет неупорядоченное расположение ОЦК атомов и широкую область гомогенности. В этом состоянии β-фаза пластична. При температуре ниже 454—468 °C расположение атомов меди и цинка в этой фазе становится упорядоченным, и она обозначается β’. Фаза β’ в отличие от β-фазы является более твёрдой и хрупкой; γ-фаза представляет собой электронное соединение Cu5Zn8.
Однофазные латуни характеризуются высокой пластичностью; β’-фаза очень хрупкая и твёрдая, поэтому двухфазные латуни имеют более высокую прочность и меньшую пластичность, чем однофазные.
Содержание цинка в меди оказывает влияние на механические свойства отожжённых латуней.
При содержании цинка до 30 % возрастают одновременно и прочность, и пластичность. Затем пластичность уменьшается, вначале за счёт усложнения α — твёрдого раствора, а затем происходит резкое её понижение в связи с появлением в структуре хрупкой β’-фазы. Прочность увеличивается до содержания цинка около 45 % , а затем уменьшается так же резко, как и пластичность.
Большинство латуней хорошо обрабатывается давлением. Особенно пластичны однофазные латуни. Они деформируются при низких и при высоких температурах. Однако в интервале температур 300—700 °C существует зона хрупкости, поэтому при таких температурах латуни не деформируют.
Двухфазные латуни пластичны при нагреве выше температуры β’-превращения, особенно выше 700 °C, когда их структура становится однофазной (β-фаза). Для повышения механических свойств и химической стойкости латуней в них часто вводят легирующие элементы: алюминий (Al), никель (Ni), марганец (Mn), кремний (Si) и т. д.

## Порядок маркировки

### СССР и Россия
В СССР, России и некоторых постсоветских странах действуют ГОСТы на состав латунных сплавов и их маркировку:
- ГОСТ 15527 Сплавы медно-цинковые (латуни), обрабатываемые давлением. Марки
- ГОСТ 17711 Сплавы медно-цинковые (латуни) литейные. Марки

Система обозначений отличается для обрабатываемых давлением (ГОСТ 15527) и литейных (ГОСТ 17711) латуней. У обрабатываемых давлением латуней сначала идёт буква «Л», после чего следуют все буквы нормируемых элементов кроме цинка, а потом список цифр процентного содержания элементов в том же порядке, кроме цинка. Содержание цинка и нежелательных примесей — оставшаяся до 100 % масса. Например:
- Л70 — латунь, содержащая 70 % меди. Остальное — цинк и загрязняющие примеси.
- ЛАЖ60-1-1 — латунь с 60 % меди, легированную 1 % алюминия (А) и 1 % железа (Ж). Оставшееся до 100 % это цинк и загрязняющие примеси.

У литейных латуней (ГОСТ 17711) среднее содержание компонентов сплава в процентах ставится сразу после буквы, обозначающей его название. При этом первым нормируется содержание цинка, поэтому литейные марки начинаются с букв «ЛЦ». Доля меди и нежелательных примесей вычисляется как остаток до 100 %. Например:
- ЛЦ40Мц1,5 — латунь содержит 40 % цинка (Ц) и 1,5 % марганца (Мц). Оставшееся до 100 % — это медь и загрязняющие примеси.

## Применение

### Деформируемые латуни
Томпак (фр. tombac, от малайск. tambaga — медь) — двойные латуни, содержащие до 20 % Zn, называются томпак (при этом полутомпак — латуни, содержащие 10—20 % Zn). Обладает высокой пластичностью, антикоррозионными и антифрикционными свойствами, хорошо сваривается со сталью. Его применяют для изготовления биметалла «сталь-латунь». Благодаря золотистому цвету томпак используют для изготовления художественных изделий, знаков отличия и фурнитуры.
| Двойные деформируемые латуни           | |
| Марка                                  | Область применения                                                                                    |
| Л96, Л90                               | Детали машин, приборов теплотехнической и химической аппаратуры, змеевики, сильфоны и др.             |
| Л85                                    | Детали машин, приборов теплотехнической и химической аппаратуры, змеевики, сильфоны и др.             |
| Л80                                    | Детали машин, приборов теплотехнической и химической аппаратуры, змеевики, сильфоны и др.             |
| Л70                                    | Гильзы химической аппаратуры, отдельные штампованные изделия                                          |
| Л68                                    | Большинство штампованных изделий                                                                      |
| Л63                                    | Гайки, болты, детали автомобилей, конденсаторные трубы                                                |
| Л60                                    | Толстостенные патрубки, гайки, детали машин                                                           |
| Многокомпонентные деформируемые латуни | |
| Марка                                  | Область применения                                                                                    |
| ЛА77-2                                 | Конденсаторные трубы морских судов                                                                    |
| ЛАЖ60-1-1                              | Детали морских судов                                                                                  |
| ЛАН59-3-2                              | Детали химической аппаратуры, электромашин, морских судов                                             |
| ЛЖМа59-1-1                             | Вкладыши подшипников, детали самолетов, морских судов                                                 |
| ЛН65-5                                 | Манометрические и конденсаторные трубки                                                               |
| ЛМц58- 2                               | Гайки, болты, арматура, детали машин, советская разменная монета образца 1958 г. номиналом 1-5 копеек |
| ЛМцА57-3-1                             | Детали морских и речных судов                                                                         |
| ЛO90-1                                 | Конденсаторные трубы теплотехнической аппаратуры                                                      |
| ЛO70-1                                 | Конденсаторные трубы теплотехнической аппаратуры                                                      |
| ЛO62-1                                 | Конденсаторные трубы теплотехнической аппаратуры                                                      |
| ЛO60-1                                 | Конденсаторные трубы теплотехнической аппаратуры                                                      |
| ЛС63-3                                 | Детали часов, втулки                                                                                  |
| ЛС74-3                                 | Детали часов, втулки                                                                                  |
| ЛС64-2                                 | Полиграфические матрицы                                                                               |
| ЛС60-1                                 | Гайки, болты, зубчатые колеса, втулки                                                                 |
| ЛС59-1                                 | Гайки, болты, зубчатые колеса, втулки                                                                 |
| ЛЖС58-1-1                              | Детали, изготовляемые резанием                                                                        |
| ЛК80-3                                 | Коррозионностойкие детали машин                                                                       |
| ЛМш68-0,05                             | Конденсаторные трубы                                                                                  |
| ЛАНКМц75- 2- 2,5- 0,5- 0,5             | Пружины, манометрические трубы                                                                        |

### Литейные латуни
- коррозионно стойкие
- обычно с хорошими антифрикционными свойствами
- хорошие механические, технологические свойства
- хорошая жидкотекучесть
- малая склонность к ликвации

| Литейные латуни |                                                                        |
| Марка           | Область применения                                                     |
| ЛЦ16К4          | Детали арматуры                                                        |
| ЛЦ23А6ЖЗМц2     | Массивные червячные винты, гайки нажимных винтов                       |
| ЛЦЗОАЗ          | Коррозионно-стойкие детали                                             |
| ЛЦ40С           | Литые детали арматуры, втулки, сепараторы, подшипники                  |
| ЛЦ40МцЗЖ        | Детали ответственного назначения, работающие при температуре до 300 °C |
| ЛЦ25С2          | Штуцера гидросистемы автомобилей                                       |

### Ювелирные сплавы
| Ювелирные сплавы |         |                          |
| Вид обработки    | Цвет    | Наименование сплава      |
| литьё            | жёлтый  | Латунь в гранулах M67/33 |
| литьё            | зелёный | Латунь в гранулах M60/40 |
| литьё            | золотой | Латунь в гранулах M75/25 |
| литьё            | жёлтый  | Латунь в гранулах M90    |